# Birányi Ákos
Birányi Ákos, Schultz Ágost (Selmecbánya, 1816 – Pest, 1855. június 10.) újságíró, író, Birányi István testvére.

## Élete
Atyja királyi hivatalnok volt; középiskoláit Léván végezte és növendékpap lett az esztergomi egyházmegyében; mint ilyen a bölcseleti s teológiai pályát a nagyszombati érseki főiskolában végezte. Különösen a görög nyelv volt kedvenc tanulmánya. Iskoláinak végeztével a papságból kilépett és a vidéken nevelősködött tiz hónapig; ekkor Pestre visszatért és a Nemzeti Ujságnál nyert alkalmazást. Később a Pesti Hírlaphoz ment át mint segéd. 1844-ben a pozsonyi Hirnök szerkesztését vette át és folytatta a lap megszüntéig 1845. június végeig. Pestre visszatérvén a Jelenkornál segédkedett 1848-ig, amikor a Köztársasági Lapokat is szerkesztette október 11-étől novemberig, mely lapból 12 szám ismeretes. Ezután visszavonult a hírlapirodalomtól és munkáit adta ki. 1852-ben ismét állandóan lapszerkesztéssel foglalkozott; a Magyar Hírlap és utódja, a Budapesti Hirlap mellett a Napi Tudósító című lapot szerkesztette Bulyovszkyval 1853. június 2-ától december 31-éig névtelenűl. Meghalt mint a Religio segédszerkesztője kolerában 1855. június 10-én. Örök nyugalomra helyezték 1855. július 11-én a délután a római katolikus egyház szertartása szerint. Felesége felsö-böki Dolinay Júlia volt.

## Munkái
- Hamburg és jóslatigazság. Pest, 1842.
- Örömüdvözlet fönséges cs. k. főherczeg József Magyarország nádora dicső névünnepére. Uo. 1843.
- Világtörténeti elbeszélések. Uo. 1846. (István öcscsével irta, Schultz testvérpár névvel.)
- A természetet magyarázó atya. Uo. 1846. (Schultz testv.)
- István főherczeghez. H. n. (1847.)
- Nogel István utazása keleten. Uo. 1847. (Schultz testv.)
- A szűz legszebb czélja. Thunberg Mária után ford. Uo. 1847. (Schultz testv.)
- Sanctio pragmatica. Uo. 1848.
- Pesti forradalom. (Martius 15–19. 1848.) Uo. 1848.
- Köztársasági káté. Uo. 1848.
- Regény és való. Pest, 1850. (Szirondi névvel.)
- Bocarmé-per. Uo. 1851.
- Séták a kristálypalotában. Uo. 1854.

Írt humorisztikus cikket a Pesti Divatlapba (1848.), Görgei történeti jellemrajza megjelent a Magyar Hírlapban (1851.)